# Dedication (河合その子のアルバム)
『Dedication』（デディケーション）は、河合その子のベスト・アルバム。1988年1月1日発売。発売元はCBS/SONY。品番はLPが28AH-2282、初版CDが32DH-869。

## 背景
キャッチコピーは『過去への思い出をそっとのぞいてみました、未来へのキップを一枚買う為に。その子が選んだマイフェブラリーソングス。』。
CTのみのベスト盤『BEST ALBUM』と同時発売された今作は、基本はベスト・アルバムであり、デビュー作「涙の茉莉花LOVE」から「JESSY」までのシングルA面曲7作品が収録されているが、デビュー作から3作目「青いスタスィオン」までのシングル曲は、ヴォーカルとアレンジを一新したリテイク・バージョンでの収録となっている。
「涙の茉莉花LOVE」と「落葉のクレッシェンド」の曲間がノンストップで続いており、一部の楽曲は歌詞がシングルのものから書き換えられている。ほか、新曲を含む。CD版の歌詞ブックレット内には、各ページにセピア調のミニフォトグラフを掲載している。

## 再発売
2019年12月25日に、配信限定で再リリースされた。

## 収録曲
10曲目を除き、作曲・編曲: 後藤次利
1. 涙の茉莉花LOVE（4:55）
  - 作詞: T2[注 1]
  - スロー・バラード風にリニューアルされた。
2. 落葉のクレッシェンド（5:52）
  - 作詞: 秋元康
  - スロー・バラード風にリニューアルされた。
3. 青いスタスィオン（3:41）
  - 作詞: 秋元康
  - シンプルなアレンジと、抑えめなヴォーカルにリニューアルされた。
4. 再会のラビリンス（4:26）
  - 作詞: 秋元康
5. 愛の中ひとり（3:42）
  - 作詞: 芹沢類
6. 小さな旅（4:03）
  - 作詞: 芹沢類
7. 悲しい夜を止めて（4:10）
  - 作詞: 秋元康
8. 哀愁のカルナバル（4:28）
  - 作詞: 秋元康
9. JESSY（4:24）
  - 作詞: 川村真澄
10. 戸惑いのバイエル（3:34）
  - 作詞: 芹沢類、作曲: 河合その子、編曲: 後藤次利